# 董応挙
董 応挙（とう おうきょ、1557年 - 1639年）は、明代の官僚。字は崇相、号は見龍。本貫は福州府閩県。

## 生涯
1598年（万暦26年）、進士に及第した。広州教授に任じられた。税監の李鳳と学舎のそばの空き地をめぐって争い、李鳳の舎人が駆けつけると、応挙が文廟の前にその馬を繋いで質にしたことから、名を知られるようになった。
応挙は南京国子博士に任じられ、南京吏部主事に転じた。1612年（万暦40年）8月、吏部文選員外郎となった。10月、海禁について上奏した。吏部考功郎中となったが、辞職して帰郷した。1615年（万暦43年）、南京大理寺右丞として再び起用された。1618年（万暦46年）閏4月、太陽黒点があい争うように観測された。5月1日、日食があった。このとき遼東の撫順を失陥したばかりであったため、応挙は「日に黒い影が生じるのは、敵の侵攻が強くなる兆しです。政治につとめて武備を整えれば、禍変は消えましょう」と上奏したが、万暦帝に聞き入れられなかった。
1621年（天啓元年）、応挙は太常寺少卿に転じ、四夷館を監督した。1622年（天啓2年）春、急務数事を上奏した。天啓帝は応挙が兵事を知るとして、較射演武に専任させた。応挙は北京の防衛のために険所に営屯を設けるよう上奏した。
4月、応挙は太僕寺卿・兼河南道監察御史に転じ、天津から山海関までの屯田の仕事を経理した。応挙が上奏して十難十利を述べると、天啓帝は応挙に従うよう諸官に命じた。遼人13000戸あまりを順天・永平・河間・保定に分居させた。公幣6000を用いて民田12万畝あまりを購入し、閑休田18万畝ほどを合わせて、広く耕作者を募り、工倉・農具・牛種を供与し、水路を浚渫して堤防を築き、農耕を教え、農舎・倉庁・場圃・舟車を整備し、26000を費して、黍や麦55000石あまりを収穫した。1623年（天啓3年）11月、功績により右副都御史に昇進した。天津葛沽にもともと水陸の兵2000がいたが、応挙がかれらを屯田に従事させるよう奏上すると、食料の増産はさらに進んだ。応挙の開いた営田は清代にも1800頃あまりを数えられていた。
1625年（天啓5年）6月、応挙は工部右侍郎に転じ、銭務を担当し、荊州に局を開いた。ほどなく両淮の塩業への課税が貨幣鋳造の元手であるとの議論を受けて、応挙は戸部侍郎を兼ね、塩政を担当した。応挙は揚州に赴任すると、塩の計量を正すよう上疏した。巡塩御史の陸世科がその官の権限を侵されたのを憎み、応挙を弾劾した。魏忠賢が天啓帝の意向を伝えて応挙を叱責した。御史の徐揚先がさらに弾劾し、応挙は職を失って閑居した。崇禎初年、右侍郎の官に復帰した。1639年（崇禎12年）、応挙は死去した。享年は83。著書に『学庸略』2巻、『董崇相集』19巻があった。

## 子女
- 董鳴瑋